# Campeonato Mundial de Baloncesto Femenino Sub-17 de 2018
El V Campeonato Mundial de Baloncesto Femenino Sub-17 se celebró en Minsk, Bielorrusia entre el 21 y el 29 de julio de 2018 bajo la organización de la Federación Internacional de Baloncesto.
Un total de dieciséis selecciones nacionales de cinco confederaciones continentales compitieron por el título de campeón mundial, cuyo portador era el equipo de Australia, vencedor del Mundial de 2016.
En esta edición el equipo vencedor fue Estados Unidos, quién ganó todos sus partidos y derrotó a Francia en la final.

## Clasificados
| Competición                                      | Fecha                    | Sede         | Plazas | Clasificados                             |
| ------------------------------------------------ | ------------------------ | ------------ | ------ | ---------------------------------------- |
| País anfitrión                                   | 3 de mayo de 2017        |              | 1      | Bielorrusia                              |
| Campeonato FIBA Américas Femenino Sub-16 de 2017 | 7-11 de junio de 2017    | Buenos Aires | 4      | Estados Unidos Canadá Argentina Colombia |
| Campeonato FIBA África Femenino Sub-16 de 2017   | 4-12 de agosto de 2017   | Beira        | 2      | Angola Malí                              |
| Campeonato FIBA Europa Femenino Sub-16 de 2017   | 4-12 de agosto de 2017   | Bourges      | 5      | Francia Hungría Italia Letonia España    |
| Campeonato FIBA Asia Femenino Sub-16 de 2017     | 22-28 de octubre de 2017 | Bangalore    | 4      | Australia China Nueva Zelanda Japón      |
| TOTAL                                            |                          |              | 16     |                                          |

## Organización

### Sedes
| Minsk               | Minsk                | MinskMinsk, sede del Campeonato Mundial de Baloncesto Femenino Sub-17 de 2018. |
| Minsk Sports Palace | Falcon Club Arena    | MinskMinsk, sede del Campeonato Mundial de Baloncesto Femenino Sub-17 de 2018. |
| Capacidad: 3311     | Capacidad: 3000      | MinskMinsk, sede del Campeonato Mundial de Baloncesto Femenino Sub-17 de 2018. |
| Minsk Sports Palace | Imagen no disponible | MinskMinsk, sede del Campeonato Mundial de Baloncesto Femenino Sub-17 de 2018. |

### Sistema de competencia
Fase de grupos
Los dieciséis (16) equipos participantes están divididos en cuatro (4) grupos (A, B, C, y D) compuestos por cuatro (4) equipos cada uno de ellos. Cada equipo jugará contra el resto de equipos de su propio grupo (un total de 3 partidos para cada equipo).
Fase Final
Todos los equipos se clasifican para la ronda de octavos de final, en la cual se enfrentarán de forma cruzada entre los Grupos A, B, C y D (A1 - B4, A2 - B3, etc.). Los ganadores de octavos de final avanzan a la ronda de cuartos de final, mientras que los no clasificados pasarán a jugar los partidos de Clasificación para las posiciones entre 9-16.

## Fase de grupos
Todos los horarios corresponden al huso horario local (GMT+3)

### Grupo A
|   | Equipo      | Pts | PG | PP | PF  | PC  | Dif |
| - | ----------- | --- | -- | -- | --- | --- | --- |
| 1 | Francia     | 6   | 3  | 0  | 202 | 122 | 80  |
| 2 | Japón       | 5   | 2  | 1  | 229 | 164 | 65  |
| 3 | Bielorrusia | 4   | 1  | 2  | 165 | 243 | −78 |
| 4 | Colombia    | 3   | 0  | 3  | 162 | 229 | −67 |

| 21 de julio | Japón                                                                            | 56–60                                | Francia                                            | Minsk |  |
| 17:30       | Parciales: 10-12, 14-17, 21-11, 8-20                                             | Parciales: 10-12, 14-17, 21-11, 8-20 | Parciales: 10-12, 14-17, 21-11, 8-20               | |  |
|             | Estadísticas Noguchi, Miura, Takanashi 8 Takanashi, Miura 6 Takanashi 4 Miura 11 | Reporte Pts Reb Asts Val             | Estadísticas 18 Rupert 16 Rupert 5 Chéry 31 Rupert | Pabellón: Minsk Sports Palace Asistencia: 200 espectadores Árbitros: Vasiliki Tsaroucha Chun Yip Yuen Ahmed Ali Yaseen Al-Shuwaili |  |

| 21 de julio | Colombia                                                | 75–79 (Pr.)                                       | Bielorrusia                                                         | Minsk |  |
| 20:30       | Parciales: 25-14, 11-19, 12-15, 8-12 (T.E.: 8-12)       | Parciales: 25-14, 11-19, 12-15, 8-12 (T.E.: 8-12) | Parciales: 25-14, 11-19, 12-15, 8-12 (T.E.: 8-12)                   | |  |
|             | Estadísticas Álvarez 35 Morales 13 Álvarez 6 Álvarez 22 | Reporte Pts Reb Asts Val                          | Estadísticas 27 Vasilevich 12 Vasilevich 7 Vasilevich 32 Vasilevich | Pabellón: Minsk Sports Palace Asistencia: 2000 espectadores Árbitros: Andris Aunkrogers Sadegh Ghanbaridamanab Ivana Ivanovic |  |

| 22 de julio | Francia                                                         | 78–35                               | Colombia                                                        | Minsk |  |
| 20:00       | Parciales: 21-9, 24-12, 18-10, 15-4                             | Parciales: 21-9, 24-12, 18-10, 15-4 | Parciales: 21-9, 24-12, 18-10, 15-4                             | |  |
|             | Estadísticas Wadoux 14 Guennoc 10 Fauthoux 8 Salaun, Guennoc 17 | Reporte Pts Reb Asts Val            | Estadísticas 12 Morales 6 Chivata, Viveros 4 Álvarez 11 Morales | Pabellón: Falcon Club Arena Asistencia: 170 espectadores Árbitros: Andrei Sharapa Christian Wilmore Imran Ali Baig |  |

| 22 de julio | Bielorrusia                                                               | 52–104                              | Japón                                                        | Minsk |  |
| 20:30       | Parciales: 9-21, 6-28, 22-37, 15-18                                       | Parciales: 9-21, 6-28, 22-37, 15-18 | Parciales: 9-21, 6-28, 22-37, 15-18                          | |  |
|             | Estadísticas Samailiuk 12 Sinelshchykova 7 Vasilevich 6 Sinelshchykova 16 | Reporte Pts Reb Asts Val            | Estadísticas 19 Miura 6 Hayashi, Hirashita 9 Suzuki 24 Miura | Pabellón: Minsk Sports Palace Asistencia: 1500 espectadores Árbitros: Michał Proc Hortencia Sánchez Ivor Matějek |  |

| 24 de julio | Japón                                                                        | 72–52                                | Colombia                                                 | Minsk |  |
| 20:30       | Parciales: 15-10, 21-9, 18-15, 18-18                                         | Parciales: 15-10, 21-9, 18-15, 18-18 | Parciales: 15-10, 21-9, 18-15, 18-18                     | |  |
|             | Estadísticas Noguchi 17 McArthur, Hirashita 8 Takahashi, Fujita 4 Noguchi 19 | Reporte Pts Reb Asts Val             | Estadísticas 12 Álvarez 12 González 4 Álvarez 16 Escobar | Pabellón: Falcon Club Arena Asistencia: 40 espectadores Árbitros: Alejandro Sánchez Sadegh Ghanbaridamanab Sarty Nghixulifwa |  |

| 24 de julio | Bielorrusia                                                                         | 36–64                               | Francia                                              | Minsk |  |
| 20:30       | Parciales: 9-21, 10-14, 11-13, 4-16                                                 | Parciales: 9-21, 10-14, 11-13, 4-16 | Parciales: 9-21, 10-14, 11-13, 4-16                  | |  |
|             | Estadísticas Yakhnavets 9 Siamiletnikava 7 Vasilevich, Venskaya, Isayenka 2 Babak 6 | Reporte Pts Reb Asts Val            | Estadísticas 11 Ewodo 9 Mahoutou 6 Ewodo 17 Mahoutou | Pabellón: Minsk Sports Palace Asistencia: 2500 espectadores Árbitros: Ryan Jones Preeda Muongmee Virginia Soledad Peruchini |  |

### Grupo B
|   | Equipo         | Pts | PG | PP | PF  | PC  | Dif |
| - | -------------- | --- | -- | -- | --- | --- | --- |
| 1 | Estados Unidos | 6   | 3  | 0  | 285 | 137 | 148 |
| 2 | Italia         | 5   | 2  | 1  | 194 | 206 | −12 |
| 3 | China          | 4   | 1  | 2  | 176 | 228 | −52 |
| 4 | Malí           | 3   | 0  | 3  | 151 | 235 | −84 |

| 21 de julio | China                                  | 69–49                                | Malí                                                    | Minsk |  |
| 13:00       | Parciales: 15-16, 16-15, 13-15, 25-3   | Parciales: 15-16, 16-15, 13-15, 25-3 | Parciales: 15-16, 16-15, 13-15, 25-3                    | |  |
|             | Estadísticas Lui 16 Ma 10 Zhou 9 Ma 22 | Reporte Pts Reb Asts Val             | Estadísticas 14 Sangare 14 Sangare 5 F. Koné 15 Sangare | Pabellón: Minsk Sports Palace Asistencia: 120 espectadores Árbitros: Michał Proc Andrada Csender Opeyemi Oluwaseun Ogunleye |  |

| 21 de julio | Estados Unidos                                          | 86–48                                | Italia                                               | Minsk |  |
| 15:15       | Parciales: 23-10, 21-12, 23-8, 20-18                    | Parciales: 23-10, 21-12, 23-8, 20-18 | Parciales: 23-10, 21-12, 23-8, 20-18                 | |  |
|             | Estadísticas Jones 13 Horston 10 Bueckers 5 Bueckers 15 | Reporte Pts Reb Asts Val             | Estadísticas 16 Natali 5 Spinelli 4 Panzera 7 Natali | Pabellón: Minsk Sports Palace Asistencia: 300 espectadores Árbitros: Alejandro Sánchez Virginia Soledad Peruchini Ryan Jones |  |

| 22 de julio | Italia                                            | 72–57                                | China                                      | Minsk |  |
| 13:15       | Parciales: 20-12, 14-20, 15-16, 23-9              | Parciales: 20-12, 14-20, 15-16, 23-9 | Parciales: 20-12, 14-20, 15-16, 23-9       | |  |
|             | Estadísticas Natali 21 Gilli 13 Orsili 7 Gilli 25 | Reporte Pts Reb Asts Val             | Estadísticas 16 Zheng 8 Yang 3 Ma 20' Yang | Pabellón: Falcon Club Arena Asistencia: 150 espectadores Árbitros: Ryan Jones Virginia Soledad Peruchini Sarty Nghixulifwa |  |

| 22 de julio | Malí                                                            | 39–92                              | Estados Unidos                                     | Minsk |  |
| 15:30       | Parciales: 9-29, 9-30, 12-15, 9-18                              | Parciales: 9-29, 9-30, 12-15, 9-18 | Parciales: 9-29, 9-30, 12-15, 9-18                 | |  |
|             | Estadísticas Sissoko 11 Sangare 11 F. Koné,Sangare 3 Sangare 12 | Reporte Pts Reb Asts Val           | Estadísticas 18 Fudd 11 Taylor 5 Horston 23 Belibi | Pabellón: Falcon Club Arena Asistencia: 170 espectadores Árbitros: Andris Aunkrogers Chun Yip Yuen Opeyemi Oluwaseun Ogunleye |  |

| 24 de julio | Italia                                             | 74–63                                 | Malí                                                    | Minsk |  |
| 18:15       | Parciales: 22-20, 14-11, 18-22, 20-10              | Parciales: 22-20, 14-11, 18-22, 20-10 | Parciales: 22-20, 14-11, 18-22, 20-10                   | |  |
|             | Estadísticas Natali 18 Orsili 6 Orsili 5 Natali 17 | Reporte Pts Reb Asts Val              | Estadísticas 20 Sangare 18 Sangare 6 F. Koné 30 Sangare | Pabellón: Falcon Club Arena Asistencia: 80 espectadores Árbitros: Andris Aunkrogers Andrada Csender Amr Aboollo |  |

| 24 de julio | China                                                      | 50–107                                | Estados Unidos                                        | Minsk |  |
| 18:15       | Parciales: 12-33, 10-24, 16-26, 12-24                      | Parciales: 12-33, 10-24, 16-26, 12-24 | Parciales: 12-33, 10-24, 16-26, 12-24                 | |  |
|             | Estadísticas Huang, Ma 10 Wan 6 cuatro jugadoras 2 Huang 7 | Reporte Pts Reb Asts Val              | Estadísticas 18 Horston 11 Brink 8 Horston 34 Horston | Pabellón: Minsk Sports Palace Asistencia: 500 espectadores Árbitros: Vasiliki Tsaroucha Judith Mendoza Hortencia Sánchez |  |

### Grupo C
|   | Equipo        | Pts | PG | PP | PF  | PC  | Dif |
| - | ------------- | --- | -- | -- | --- | --- | --- |
| 1 | Hungría       | 6   | 3  | 0  | 210 | 177 | 33  |
| 2 | Argentina     | 5   | 2  | 1  | 197 | 204 | −7  |
| 3 | España        | 4   | 1  | 2  | 206 | 181 | 25  |
| 4 | Nueva Zelanda | 3   | 0  | 3  | 160 | 211 | −51 |

| 21 de julio | Nueva Zelanda                                                                                      | 48–83                               | España                                                         | Minsk |  |
| 13:15       | Parciales: 19-22, 12-17, 9-18, 8-26                                                                | Parciales: 19-22, 12-17, 9-18, 8-26 | Parciales: 19-22, 12-17, 9-18, 8-26                            | |  |
|             | Estadísticas Kailahi-Fulu, Dalton 11 Kailahi-Fulu 12 Pupuke-Robati, Leger-Walker 2 Kailahi-Fulu 17 | Reporte Pts Reb Asts Val            | Estadísticas 17 Carrera 8 Carbonell 3 Méndez, Galve 22 Carrera | Pabellón: Falcon Club Arena Asistencia: 120 espectadores Árbitros: Andrei Sharapa Christian Wilmore Amr Aboollo |  |

| 21 de julio | Argentina                                                            | 61–85                                 | Hungría                                                       | Minsk |  |
| 15:30       | Parciales: 14-19, 13-28, 17-19, 17-19                                | Parciales: 14-19, 13-28, 17-19, 17-19 | Parciales: 14-19, 13-28, 17-19, 17-19                         | |  |
|             | Estadísticas Acevedo, Chagas 15 Gauna 6 Chagas 8 Fontana, Chagas, 12 | Reporte Pts Reb Asts Val              | Estadísticas 18 Dombai 5 Varga, Toth, Kiss 5 Angyal 20 Dombai | Pabellón: Falcon Club Arena Asistencia: 150 espectadores Árbitros: Ivor Matějek Yuji Hirahara Sara Gamal Elsharnouby |  |

| 22 de julio | Hungría                                           | 68–60                                 | Nueva Zelanda                                                                | Minsk |  |
| 13:45       | Parciales: 23-15, 17-10, 15-18, 13-17             | Parciales: 23-15, 17-10, 15-18, 13-17 | Parciales: 23-15, 17-10, 15-18, 13-17                                        | |  |
|             | Estadísticas Varga 16 Varga 13 Dombai 4 Mayoki 22 | Reporte Pts Reb Asts Val              | Estadísticas 23 Manumaleuga 13 Pupuke-Robati 5 Pupuke-Robati 16 Leger-Walker | Pabellón: Minsk Sports Palace Asistencia: 120 espectadores Árbitros: Gina Cross Andrada Csender Zdenko Tomašovič |  |

| 22 de julio | España                                                          | 67–76 (Pr.)                                        | Argentina                                                 | Minsk |  |
| 16:00       | Parciales: 13-13, 14-16, 22-15, 15-20 (T.E.: 3-12)              | Parciales: 13-13, 14-16, 22-15, 15-20 (T.E.: 3-12) | Parciales: 13-13, 14-16, 22-15, 15-20 (T.E.: 3-12)        | |  |
|             | Estadísticas Carrera 21 Hermosa 12 Puiggros, Pueyo 4 Carrera 21 | Reporte Pts Reb Asts Val                           | Estadísticas 23 Acevedo 12 Chagas 12 Chagas 21 D'Agostino | Pabellón: Minsk Sports Palace Asistencia: 200 espectadores Árbitros: Alejandro Sánchez Yuji Hirahara Zebo Wang |  |

| 24 de julio | España                                               | 56–57                                | Hungría                                            | Minsk |  |
| 13:45       | Parciales: 19-13, 13-9, 10-19, 14-16                 | Parciales: 19-13, 13-9, 10-19, 14-16 | Parciales: 19-13, 13-9, 10-19, 14-16               | |  |
|             | Estadísticas Hermosa 15 Carrera 10 Méndez 4 Pueyo 21 | Reporte Pts Reb Asts Val             | Estadísticas 14 Varga 10 Varga 8 Angyal 16 Manyoky | Pabellón: Minsk Sports Palace Asistencia: 240 espectadores Árbitros: Michał Proc Ahmed Ali Yaseen Al-Shuwaili Zdenko Tomašovič |  |

| 24 de julio | Argentina                                                               | 60–52                                | Nueva Zelanda                                                                  | Minsk |  |
| 13:45       | Parciales: 13-16, 10-15, 15-6, 22-15                                    | Parciales: 13-16, 10-15, 15-6, 22-15 | Parciales: 13-16, 10-15, 15-6, 22-15                                           | |  |
|             | Estadísticas Acevedo 21 Gauna, D'Agostino, Chagas 6 Chagas 6 Acevedo 17 | Reporte Pts Reb Asts Val             | Estadísticas 17 Pupuke-Robati 9 Pupuke-Robati 10 Leger-Walker 22 Pupuke-Robati | Pabellón: Falcon Club Arena Asistencia: 40 espectadores Árbitros: Yevgeniy Mikheyev Christian Wilmore Imran Ali Baig |  |

### Grupo D
|   | Equipo    | Pts | PG | PP | PF  | PC  | Dif |
| - | --------- | --- | -- | -- | --- | --- | --- |
| 1 | Australia | 6   | 3  | 0  | 205 | 132 | 73  |
| 2 | Canadá    | 5   | 2  | 1  | 179 | 151 | 28  |
| 3 | Letonia   | 4   | 1  | 2  | 160 | 172 | −12 |
| 4 | Angola    | 3   | 0  | 3  | 126 | 215 | −89 |

| 21 de julio | Letonia                                                        | 51–65                                | Canadá                                             | Minsk |  |
| 17:45       | Parciales: 4-14, 16-13, 13-20, 18-18                           | Parciales: 4-14, 16-13, 13-20, 18-18 | Parciales: 4-14, 16-13, 13-20, 18-18               | |  |
|             | Estadísticas Meldere 20 Meldere 11 Nulle, Vihmane 3 Meldere 21 | Reporte Pts Reb Asts Val             | Estadísticas 11 Russell 9 Edwards 4 Wilson 18 Ejim | Pabellón: Falcon Club Arena Asistencia: 350 espectadores Árbitros: Gina Cross Hortencia Sánchez Zdenko Tomašovič |  |

| 21 de julio | Angola                                               | 43–81                                | Australia                                                | Minsk |  |
| 20:00       | Parciales: 9-21, 11-22, 12-20, 11-18                 | Parciales: 9-21, 11-22, 12-20, 11-18 | Parciales: 9-21, 11-22, 12-20, 11-18                     | |  |
|             | Estadísticas Antonio 10 Dizeko 13 Dizeko 4 Dizeko 16 | Reporte Pts Reb Asts Val             | Estadísticas 16 Amoore 9 Hannan 4 Amoore 18 Amoore, Heal | Pabellón: Falcon Club Arena Asistencia: 250 espectadores Árbitros: Yevgeniy Mikheyev Imran Ali Baig Sarty Nghixulifwa |  |

| 22 de julio | Australia                                   | 60–41                               | Letonia                                                            | Minsk |  |
| 17:45       | Parciales: 15-2, 10-9, 21-14, 14-16         | Parciales: 15-2, 10-9, 21-14, 14-16 | Parciales: 15-2, 10-9, 21-14, 14-16                                | |  |
|             | Estadísticas Heal 17 Heal 11 Heal 3 Heal 25 | Reporte Pts Reb Asts Val            | Estadísticas 8 Mikelsone 10 Klescova 2 Vinerte, Indrike 9 Klescova | Pabellón: Falcon Club Arena Asistencia: 300 espectadores Árbitros: Vasiliki Tsaroucha Ahmed Ali Yaseen Al-Shuwaili Yevheniy Mikheyev |  |

| 22 de julio | Canadá                                                     | 66–36                              | Angola                                               | Minsk |  |
| 18:15       | Parciales: 12-9, 17-13, 14-9, 23-5                         | Parciales: 12-9, 17-13, 14-9, 23-5 | Parciales: 12-9, 17-13, 14-9, 23-5                   | |  |
|             | Estadísticas Russell 18 Masikewich 9 Te-Biasu 3 Russell 13 | Reporte Pts Reb Asts Val           | Estadísticas 14 Antonio 8 Antonio 3 Dizeko 7 Antonio | Pabellón: Minsk Sports Palace Asistencia: 250 espectadores Árbitros: Amr Aboollo Joenard García Sadegh Ghanbaridamanab |  |

| 24 de julio | Angola                                               | 47–68                                 | Letonia                                                   | Minsk |  |
| 16:00       | Parciales: 13-13, 12-19, 11-24, 11-12                | Parciales: 13-13, 12-19, 11-24, 11-12 | Parciales: 13-13, 12-19, 11-24, 11-12                     | |  |
|             | Estadísticas Caetano 13 Dizeko 10 Dizeko 3 Dizeko 18 | Reporte Pts Reb Asts Val              | Estadísticas 17 Vihmane 12 Meldere 7 Klescova 18 Klescova | Pabellón: Falcon Club Arena Asistencia: 65 espectadores Árbitros: Gina Cross Ivor Matějek Opeyemi Oluwaseun Ogunleye |  |

| 24 de julio | Canadá                                           | 48–64                                 | Australia                                                   | Minsk |  |
| 16:00       | Parciales: 10-15, 15-26, 11-11, 12-12            | Parciales: 10-15, 15-26, 11-11, 12-12 | Parciales: 10-15, 15-26, 11-11, 12-12                       | |  |
|             | Estadísticas Russell 17 Ejim 7 Ntambue 4 Ejim 12 | Reporte Pts Reb Asts Val              | Estadísticas 22 Scanlon 12 Anstey 3 Heal, Palmer 19 Scanlon | Pabellón: Minsk Sports Palace Asistencia: 300 espectadores Árbitros: Andrei Sharapa Yuji Hirahara Chun Yip Yuen |  |

## Cuadro final
Todos los horarios corresponden al huso horario local (GMT+3)
|  | Octavos de final | Octavos de final |                |                | Cuartos de final | Cuartos de final |  |         | Semifinales | Semifinales |           |              | Final        | Final       |  |
|  | 25 de julio      | 25 de julio      |                |                | 27 de julio      | 27 de julio      |  |         | 28 de julio | 28 de julio |           |              | 29 de julio  | 29 de julio |  |
|  |                  |                  |                |                |                  |                  |  |         |             |             |           |              |              |             |  |
|  |                  |                  |                |                |                  |                  |  |         |             |             |           |              |              |             |  |
|  | Francia          | 78               |                |                |                  |                  |  |         |             |             |           |              |              |             |  |
|  | Francia          | 78               |                |                |                  |                  |  |         |             |             |           |              |              |             |  |
|  | Malí             | 57               |                |                |                  |                  |  |         |             |             |           |              |              |             |  |
|  | Malí             | 57               |                | Francia        | 67               |                  |  |         |             |             |           |              |              |             |  |
|  |                  |                  |                | Francia        | 67               |                  |  |         |             |             |           |              |              |             |  |
|  |                  |                  | Letonia        | 43             |                  |                  |  |         |             |             |           |              |              |             |  |
|  | Argentina        | 58               | Letonia        | 43             |                  |                  |  |         |             |             |           |              |              |             |  |
|  | Argentina        | 58               |                |                |                  |                  |  |         |             |             |           |              |              |             |  |
|  | Letonia          | 72               |                |                |                  |                  |  |         |             |             |           |              |              |             |  |
|  | Letonia          | 72               |                |                |                  |                  |  | Francia | 68          |             |           |              |              |             |  |
|  |                  |                  |                |                |                  |                  |  | Francia | 68          |             |           |              |              |             |  |
|  |                  |                  | Australia      | 58             |                  |                  |  |         |             |             |           |              |              |             |  |
|  | Bielorrusia      | 50               | Australia      | 58             |                  |                  |  |         |             |             |           |              |              |             |  |
|  | Bielorrusia      | 50               |                |                |                  |                  |  |         |             |             |           |              |              |             |  |
|  | Italia           | 65               |                |                |                  |                  |  |         |             |             |           |              |              |             |  |
|  | Italia           | 65               |                | Italia         | 46               |                  |  |         |             |             |           |              |              |             |  |
|  |                  |                  |                | Italia         | 46               |                  |  |         |             |             |           |              |              |             |  |
|  |                  |                  | Australia      | 64             |                  |                  |  |         |             |             |           |              |              |             |  |
|  | Nueva Zelanda    | 37               | Australia      | 64             |                  |                  |  |         |             |             |           |              |              |             |  |
|  | Nueva Zelanda    | 37               |                |                |                  |                  |  |         |             |             |           |              |              |             |  |
|  | Australia        | 77               |                |                |                  |                  |  |         |             |             |           |              |              |             |  |
|  | Australia        | 77               |                |                |                  |                  |  |         |             |             |           | Francia      | 40           |             |  |
|  |                  |                  |                |                |                  |                  |  |         |             |             |           | Francia      | 40           |             |  |
|  |                  |                  | Estados Unidos | 92             |                  |                  |  |         |             |             |           |              |              |             |  |
|  | Japón            | 82               | Estados Unidos | 92             |                  |                  |  |         |             |             |           |              |              |             |  |
|  | Japón            | 82               |                |                |                  |                  |  |         |             |             |           |              |              |             |  |
|  | China            | 73               |                |                |                  |                  |  |         |             |             |           |              |              |             |  |
|  | China            | 73               |                | Japón          | 62               |                  |  |         |             |             |           |              |              |             |  |
|  |                  |                  |                | Japón          | 62               |                  |  |         |             |             |           |              |              |             |  |
|  |                  |                  | Hungría        | 74             |                  |                  |  |         |             |             |           |              |              |             |  |
|  | Hungría          | 88               | Hungría        | 74             |                  |                  |  |         |             |             |           |              |              |             |  |
|  | Hungría          | 88               |                |                |                  |                  |  |         |             |             |           |              |              |             |  |
|  | Angola           | 48               |                |                |                  |                  |  |         |             |             |           |              |              |             |  |
|  | Angola           | 48               |                |                |                  |                  |  | Hungría | 39          |             |           |              |              |             |  |
|  |                  |                  |                |                |                  |                  |  | Hungría | 39          |             |           |              |              |             |  |
|  |                  |                  | Estados Unidos | 84             |                  |                  |  |         |             |             |           |              |              |             |  |
|  | Colombia         | 42               | Estados Unidos | 84             |                  |                  |  |         |             |             |           |              |              |             |  |
|  | Colombia         | 42               |                |                |                  |                  |  |         |             |             |           |              |              |             |  |
|  | Estados Unidos   | 98               |                |                |                  |                  |  |         |             |             |           |              |              |             |  |
|  | Estados Unidos   | 98               |                | Estados Unidos | 66               |                  |  |         |             |             |           | Tercer lugar | Tercer lugar |             |  |
|  |                  |                  |                | Estados Unidos | 66               |                  |  |         |             |             |           | Tercer lugar | Tercer lugar |             |  |
|  |                  |                  | España         | 31             |                  |                  |  |         |             |             |           |              |              |             |  |
|  | España           | 72               | España         | 31             |                  |                  |  |         |             |             | Australia | 57           |              |             |  |
|  | España           | 72               |                |                |                  |                  |  |         |             |             | Australia | 57           |              |             |  |
|  | Canadá           | 50               |                |                |                  |                  |  |         |             |             |           |              | Hungría      | 51          |  |
|  | Canadá           | 50               |                |                |                  |                  |  |         |             |             |           |              | Hungría      | 51          |  |
|  |                  |                  |                |                |                  |                  |  |         |             |             |           |              |              |             |  |

#### Octavos de final
| 25 de julio | Hungría                                                               | 88–48                                | Angola                                                        | Minsk                                                                                    |  |
| 13:15       | Parciales: 24-10, 26-4, 26-16, 12-18                                  | Parciales: 24-10, 26-4, 26-16, 12-18 | Parciales: 24-10, 26-4, 26-16, 12-18                          |                                                                                          |  |
|             | Estadísticas Dombai 14 Horvath, Toth 6 Boros, Manyoky, Kiss 4 Kiss 20 | Reporte Pts Reb Asts Val             | Estadísticas 12 Antonio, Caetano 6 Dizeko 2 Dizeko 12 Antonio | Pabellón: Falcon Club Arena Árbitros: Andris Aunkrogers Christian Wilmore Ivana Ivanovic |  |

| 25 de julio | Argentina                                             | 58–72                                | Letonia                                                  | Minsk                                                                                          |  |
| 13:45       | Parciales: 9-19, 15-20, 15-13, 19-20                  | Parciales: 9-19, 15-20, 15-13, 19-20 | Parciales: 9-19, 15-20, 15-13, 19-20                     |                                                                                                |  |
|             | Estadísticas Fontana 25 Fontana 16 Chagas 7 Fontana31 | Reporte Pts Reb Asts Val             | Estadísticas 21 Meldere 14 Meldere 5 Klescova 30 Meldere | Pabellón: Mink Sports Palace Árbitros: Andrei Sharapa Ahmed Ali Yaseen Al-Shuwaili Amr Aboollo |  |

| 25 de julio | España                                                           | 72–50                                | Canadá                                                                                  | Minsk                                                                                               |  |
| 15:30       | Parciales: 14-12, 21-6, 14-17, 23-15                             | Parciales: 14-12, 21-6, 14-17, 23-15 | Parciales: 14-12, 21-6, 14-17, 23-15                                                    | |  |
|             | Estadísticas Hermosa 19 Hermosa 16 Puiggros, Méndez 4 Hermosa 31 | Reporte Pts Reb Asts Val             | Estadísticas 9 Russell, Masikewich 6 Ejim, Masikewich 3 Te-Biasu, Wilson 10 Wilson, Dut | Pabellón: Falcon Club Arena Árbitros: Vasiliki Tsaroucha Virginia Soledad Peruchini Andrada Csender |  |

| 25 de julio | Nueva Zelanda                                                                                          | 37–77                               | Australia                                          | Minsk                                                                                              |  |
| 16:00       | Parciales: 7-23, 12-17, 6-20, 12-17                                                                    | Parciales: 7-23, 12-17, 6-20, 12-17 | Parciales: 7-23, 12-17, 6-20, 12-17                | |  |
|             | Estadísticas Leger-Walker 15 Kailahi-Fulu, Leger-Walker 7 Manumaleuga, Pupuke-Robati 2 Kailahi-Fulu 14 | Reporte Pts Reb Asts Val            | Estadísticas 20 Heal 9 Emma-Nnopu 7 Palmer 19 Heal | Pabellón: Minsk Sports Palace Árbitros: Alejandro Sánchez Sadegh Ghanbaridamanab Sarty Nghixulifwa |  |

| 25 de julio | Japón                                                           | 82–73                                 | China                                         | Minsk                                                                              |  |
| 17:45       | Parciales: 23-16, 28-26, 10-16, 21-15                           | Parciales: 23-16, 28-26, 10-16, 21-15 | Parciales: 23-16, 28-26, 10-16, 21-15         |                                                                                    |  |
|             | Estadísticas Noguchi 17 Noguchi 13 Hayashi, Fujita 3 Noguchi 20 | Reporte Pts Reb Asts Val              | Estadísticas 28 Zheng 10 Liu 4 Huang 23 Zheng | Pabellón: Falcon Club Arena Árbitros: Michał Proc Joenard García Hortencia Sánchez |  |

| 25 de julio | Francia                                                       | 78–57                                 | Malí                                                    | Minsk                                                                                 |  |
| 18:15       | Parciales: 17-14, 18-15, 27-14, 16-14                         | Parciales: 17-14, 18-15, 27-14, 16-14 | Parciales: 17-14, 18-15, 27-14, 16-14                   |                                                                                       |  |
|             | Estadísticas Wadoux 15 Chéry 10 Fauthoux 6 Fauthoux, Chéry 18 | Reporte Pts Reb Asts Val              | Estadísticas 26 S. Koné 17 Sangare 6 Sissoko 37 S. Koné | Pabellón: Mink Sports Palace Árbitros: Yevgeniy Mikheyev Yuji Hirahara Imran Ali Baig |  |

| 25 de julio | Colombia                                                           | 42–98                               | Estados Unidos                                              | Minsk                                                                                     |  |
| 20:00       | Parciales: 8-26, 19-20, 11-20, 4-32                                | Parciales: 8-26, 19-20, 11-20, 4-32 | Parciales: 8-26, 19-20, 11-20, 4-32                         |                                                                                           |  |
|             | Estadísticas Custodia, Morales 7 Morales 5 Triviño 3 E. Morales 10 | Reporte Pts Reb Asts Val            | Estadísticas 21 Boston 9 Hones, Boston 8 Bueckers 31 Boston | Pabellón: Falcon Club Arena Árbitros: Ryan Jones Chun Yip Yuen Opeyemi Oluwaseun Ogunleye |  |

| 2 5 de julio | Bielorrusia                                                     | 50–65                                | Italia                                                              | Minsk                                                                            |  |
| 20:30        | Parciales: 19-17, 5-17, 12-19, 14-12                            | Parciales: 19-17, 5-17, 12-19, 14-12 | Parciales: 19-17, 5-17, 12-19, 14-12                                |                                                                                  |  |
|              | Estadísticas Vasilevich 13 Babak 8 Durmanava 3 Siamiletnikava 9 | Reporte Pts Reb Asts Val             | Estadísticas 15 Spinelli 9 Spinelli 6 Orsili, Pastrello 18 Spinelli | Pabellón: Minsk Sports Palace Árbitros: Gina Cross Zdenko Tomašovič Ivor Matějek |  |

### Cuadro por el 9º-16º lugar
|  | Partido 13.eɾ lugar | Partido 13.eɾ lugar |             |           | Semifinales 13º-16º | Semifinales 13º-16º |               |             | Cuartos de final 9º-16º | Cuartos de final 9º-16º |       |      | Semifinales 9º-12º | Semifinales 9º-12º |  |  | Partido 9º lugar | Partido 9º lugar |
|  |                     |                     |             |           |                     |                     |               |             |                         |                         |       |      |                    |                    |  |  |                  |                  |
|  |                     |                     |             |           |                     |                     |               |             | 27 de julio             |                         |       |      |                    |                    |  |  |                  |                  |
|  |                     |                     |             |           |                     |                     |               |             |                         |                         |       |      |                    |                    |  |  |                  |                  |
|  | 29 de julio         | 29 de julio         |             |           | 28 de julio         | 28 de julio         |               |             | Malí                    | 63                      |       |      | 28 de julio        | 28 de julio        |  |  | 29 de julio      | 29 de julio      |
|  | 29 de julio         | 29 de julio         |             |           | 28 de julio         | 28 de julio         |               |             | Malí                    | 63                      |       |      | 28 de julio        | 28 de julio        |  |  | 29 de julio      | 29 de julio      |
|  | 29 de julio         | 29 de julio         |             |           | 28 de julio         | 28 de julio         | Argentina     | 48          |                         |                         |       |      | 28 de julio        | 28 de julio        |  |  | 29 de julio      | 29 de julio      |
|  | 29 de julio         | 29 de julio         |             | Argentina | 61                  |                     | Argentina     | 48          |                         |                         |       | Malí | 66 (Pr.)           |                    |  |  | 29 de julio      | 29 de julio      |
|  | 29 de julio         | 29 de julio         | 27 de julio | Argentina | 61                  |                     |               |             |                         |                         |       | Malí | 66 (Pr.)           |                    |  |  | 29 de julio      | 29 de julio      |
|  | 29 de julio         | 29 de julio         |             |           | Bielorrusia         | 58                  |               |             | Nueva Zelanda           | 64                      |       |      |                    |                    |  |  | 29 de julio      | 29 de julio      |
|  | 29 de julio         | 29 de julio         | Bielorrusia | 59        | Bielorrusia         | 58                  |               |             | Nueva Zelanda           | 64                      |       |      |                    |                    |  |  | 29 de julio      | 29 de julio      |
|  | 29 de julio         | 29 de julio         | Bielorrusia | 59        |                     |                     |               |             |                         |                         |       |      |                    |                    |  |  | 29 de julio      | 29 de julio      |
|  | 29 de julio         | 29 de julio         |             |           | Nueva Zelanda       | 73                  |               |             |                         |                         |       |      |                    |                    |  |  | 29 de julio      | 29 de julio      |
|  | Argentina           | 51                  |             |           | Nueva Zelanda       | 73                  | Malí          | 50          |                         |                         |       |      |                    |                    |  |  |                  |                  |
|  | Argentina           | 51                  | 27 de julio |           |                     |                     | Malí          | 50          |                         |                         |       |      |                    |                    |  |  |                  |                  |
|  | Colombia            | 47                  |             |           | Canadá              | 58                  |               |             |                         |                         |       |      |                    |                    |  |  |                  |                  |
|  | Colombia            | 47                  | China       | 97        | Canadá              | 58                  |               |             |                         |                         |       |      |                    |                    |  |  |                  |                  |
|  |                     |                     | China       | 97        | 28 de julio         | 28 de julio         | 28 de julio   | 28 de julio |                         |                         |       |      |                    |                    |  |  |                  |                  |
|  |                     |                     | Angola      | 41        | 28 de julio         | 28 de julio         | 28 de julio   | 28 de julio |                         |                         |       |      |                    |                    |  |  |                  |                  |
|  | Partido 15º lugar   | Partido 15º lugar   | Angola      | 41        | Angola              | 44                  |               |             |                         |                         | China | 59   | Partido 11º lugar  | Partido 11º lugar  |  |  |                  |                  |
|  | Partido 15º lugar   | Partido 15º lugar   | 27 de julio |           | Angola              | 44                  |               |             |                         |                         | China | 59   | Partido 11º lugar  | Partido 11º lugar  |  |  |                  |                  |
|  | 29 de julio         | 29 de julio         |             |           | Colombia            | 49                  |               |             | Canadá                  | 74                      |       |      | 29 de julio        | 29 de julio        |  |  |                  |                  |
|  | Bielorrusia         | 70                  | Colombia    | 51        | Colombia            | 49                  | Nueva Zelanda | 66          | Canadá                  | 74                      |       |      |                    |                    |  |  |                  |                  |
|  | Bielorrusia         | 70                  | Colombia    | 51        |                     |                     | Nueva Zelanda | 66          |                         |                         |       |      |                    |                    |  |  |                  |                  |
|  | Angola              | 58                  |             |           | Canadá              | 71                  |               |             | China                   | 88                      |       |      |                    |                    |  |  |                  |                  |

#### Cuartos de final del 9º–16º lugar
| 27 de julio | China                                        | 97–41                              | Angola                                                | Minsk |  |
| 12:00       | Parciales: 18-8, 28-6, 26-18, 25-9           | Parciales: 18-8, 28-6, 26-18, 25-9 | Parciales: 18-8, 28-6, 26-18, 25-9                    | |  |
|             | Estadísticas Liu 21 Ma 11 Sui, Yang 6 Wan 26 | Reporte Pts Reb Asts Val           | Estadísticas 13 Lourenço 7 Dizeko 4 Antonio 10 Dizeko | Pabellón: Flacon Club Arena Asistencia: 40 espectadores Árbitros: Ivor Matějek Christian Wilmore Opeyemi Oluwaseun Ogunleye |  |

| 27 de julio | Malí                                                             | 63–48                                | Argentina                                                       | Minsk |  |
| 13:00       | Parciales: 19-8, 12-16, 20-13, 12-11                             | Parciales: 19-8, 12-16, 20-13, 12-11 | Parciales: 19-8, 12-16, 20-13, 12-11                            | |  |
|             | Estadísticas S. Koné 23 S. Koné 17 cuatro jugadoras 4 S. Koné 41 | Reporte Pts Reb Asts Val             | Estadísticas 18 Chagas 6 D'Agostino 5 Chagas, Fontana 10 Chagas | Pabellón: Minsk Sports Palace Asistencia: 70 espectadores Árbitros: Alejandro Sánchez Joenard García Sarty Nghixulifwa |  |

| 27 de julio | Colombia                                                       | 51–71                                 | Canadá                                              | Minsk |  |
| 14:15       | Parciales: 13-12, 12-25, 14-18, 12-16                          | Parciales: 13-12, 12-25, 14-18, 12-16 | Parciales: 13-12, 12-25, 14-18, 12-16               | |  |
|             | Estadísticas Álvarez 20 González 5 Chivata, Ulloa 4 Álvarez 14 | Reporte Pts Reb Asts Val              | Estadísticas 12 Wilson 11 Ejim 4 Te-Biasu 17 Wilson | Pabellón: Flacon Club Arena Asistencia: 50 espectadores Árbitros: Andrei Sharapa Sadegh Ghanbaridamanab Amr Aboollo |  |

| 27 de julio | Bielorrusia                                                                       | 59–73                                | Nueva Zelanda                                                                                 | Minsk |  |
| 15:30       | Parciales: 8-10, 21-18, 16-24, 14-21                                              | Parciales: 8-10, 21-18, 16-24, 14-21 | Parciales: 8-10, 21-18, 16-24, 14-21                                                          | |  |
|             | Estadísticas Yakhnavets 10 Siamiletnikava 5 Vasilevich 6 Babak, Siamiletnikava 10 | Reporte Pts Reb Asts Val             | Estadísticas 19 Manumaleuga 15 Kailahi-Fulu 6 Pupuke-Robati J. Kailahi-Fulu, Pupuke-Robati 24 | Pabellón: Minsk Sports Palace Asistencia: 250 espectadores Árbitros: Yuji Hirahara Preeda Muongmee Imran Ali Baig |  |

#### Semifinales del 13º–16º lugar
| 28 de julio | Angola                                              | 44–49                              | Colombia                                             | Minsk |  |
| 11:00       | Parciales: 9-18, 9-9, 11-10, 15-12                  | Parciales: 9-18, 9-9, 11-10, 15-12 | Parciales: 9-18, 9-9, 11-10, 15-12                   | |  |
|             | Estadísticas Dizeko 16 Dizeko 12 Dizeko 4 Dizeko 23 | Reporte Pts Reb Asts Val           | Estadísticas 14 Chivata 7 Morales 4 Ulloa 18 Chivata | Pabellón: Falcon Club Arena Asistencia: 50 espectadores Árbitros: Joenard García Imran Ali Baig Ivana Ivanović |  |

| 28 de julio | Argentina                                                 | 61–58                                | Bielorrusia                                                                  | Minsk |  |
| 13:00       | Parciales: 6-18, 16-14, 20-11, 19-15                      | Parciales: 6-18, 16-14, 20-11, 19-15 | Parciales: 6-18, 16-14, 20-11, 19-15                                         | |  |
|             | Estadísticas Acevedo 28 Gentinetta 10 Chagas 4 Acevedo 25 | Reporte Pts Reb Asts Val             | Estadísticas 15 Venskaya 7 Siamiletnikava 3 Venskaya, Samailiuk 14 Samailiuk | Pabellón: Minsk Sports Palace Asistencia: 150 espectadores Árbitros: Andris Aunkrogers Yuji Hirahara Hortencia Sánchez |  |

#### Semifinales del 9º–12º lugar
| 28 de julio | Malí                                                          | 66–64                                            | Nueva Zelanda                                                               | Minsk |  |
| 15:30       | Parciales: 17-19, 11-17, 4-10, 25-11 (T.E.: 9-7)              | Parciales: 17-19, 11-17, 4-10, 25-11 (T.E.: 9-7) | Parciales: 17-19, 11-17, 4-10, 25-11 (T.E.: 9-7)                            | |  |
|             | Estadísticas S. Koné 21 S. Koné 15 Koné, Sissoko 6 Sangare 28 | Reporte Pts Reb Asts Val                         | Estadísticas 25 Leger-Walker 11 Leger-Walker 7 Leger-Walker 25 Leger-Walker | Pabellón: Minsk Sports Palace Asistencia: 50 espectadores Árbitros: Zdenko Tomašovič Amr Aboollo Opeyemi Oluwaseun Ogunleye |  |

| 28 de julio | China                                         | 59–74                                | Canadá                                                                    | Minsk |  |
| 17:45       | Parciales: 14-12, 7-18, 11-16, 27-28          | Parciales: 14-12, 7-18, 11-16, 27-28 | Parciales: 14-12, 7-18, 11-16, 27-28                                      | |  |
|             | Estadísticas Liu 26 Wu 7 L. Wang, Wu 6 Liu 22 | Reporte Pts Reb Asts Val             | Estadísticas 12 Masikewich, Russell 8 Masikewich 7 Te-Biasu 19 Masikewich | Pabellón: Falcon Club Arena Asistencia: 80 espectadores Árbitros: Vasiliki Tsaroucha Sadegh Ghanbaridamanab Christian Wilmore |  |

#### Partido por el 15º lugar
| 29 de julio | Bielorrusia                                                                 | 70–58                                | Angola                                                        | Minsk |  |
| 13:00       | Parciales: 19-12, 14-26, 19-6, 18-14                                        | Parciales: 19-12, 14-26, 19-6, 18-14 | Parciales: 19-12, 14-26, 19-6, 18-14                          | |  |
|             | Estadísticas Vasilevich 18 Siamiletnikava 9 Vasilevich 8 Venskaya, Babak 17 | Reporte Pts Reb Asts Val             | Estadísticas 14 Antonio 9 Dizeko, Antonio 5 Dizeko 14 Antonio | Pabellón: Minsk Sports Palace Asistencia: 150 espectadores Árbitros: Ivor Matějek Sara Gamal Elsharnouby Opeyemi Oluwaseun Ogunleye |  |

#### Partido por el 13.eɾlugar
| 29 de julio | Argentina                                                    | 51–47                              | Colombia                                           | Minsk |  |
| 11:00       | Parciales: 10-8, 6-14, 18-9, 17-16                           | Parciales: 10-8, 6-14, 18-9, 17-16 | Parciales: 10-8, 6-14, 18-9, 17-16                 | |  |
|             | Estadísticas Chagas 13 Chagas 13 Chagas, Fontana 4 Chagas 17 | Reporte Pts Reb Asts Val           | Estadísticas 12 Chivata 6 Chivata 3 Ayala 12 Ayala | Pabellón: Falcon Club Arena Asistencia: 60 espectadores Árbitros: Alejandro Sánchez Joenard Garcia Christian Wilmore |  |

#### Partido por el 11.º lugar
| 29 de julio | Nueva Zelanda                                                                                    | 66–88                                 | China                                      | Minsk |  |
| 15:30       | Parciales: 11-17, 15-28, 17-14, 23-29                                                            | Parciales: 11-17, 15-28, 17-14, 23-29 | Parciales: 11-17, 15-28, 17-14, 23-29      | |  |
|             | Estadísticas Leger-Walker 23 Leger-Walker 11 Manumaleuga, Dalton, Leger-Walker 3 Leger-Walker 34 | Reporte Pts Reb Asts Val              | Estadísticas 19 Sui 8 Wan 6 Zheng 21 Zheng | Pabellón: Falcon Club Arena Asistencia: 110 espectadores Árbitros: Yuji Hirahara Sadegh Ghanbaridamanab Sarty Nghixulifwa |  |

#### Partido por el 9º lugar
| 29 de julio | Malí                                                    | 50–58                                 | Canadá                                             | Minsk |  |
| 17:45       | Parciales: 12-15, 14-18, 13-12, 11-13                   | Parciales: 12-15, 14-18, 13-12, 11-13 | Parciales: 12-15, 14-18, 13-12, 11-13              | |  |
|             | Estadísticas S. Koné 22 S. Koné 16 F. Koné 5 S. Koné 25 | Reporte Pts Reb Asts Val              | Estadísticas 12 Ejim 7 Masikewich 6 Wilson 20 Ejim | Pabellón: Falcon Club Arena Asistencia: 50 espectadores Árbitros: Virginia Soledad Peruchini Chun Yip Yuen Imran Ali Baig |  |

### Cuadro por el 5º-8º lugar
|  | Semifinales 5º-8º | Semifinales 5º-8º |        |        | Partido 5º lugar | Partido 5º lugar |  |
|  | 28 de julio       | 28 de julio       |        |        | 29 de julio      | 29 de julio      |  |
|  |                   |                   |        |        |                  |                  |  |
|  |                   |                   |        |        |                  |                  |  |
|  | Letonia           | 49                |        |        |                  |                  |  |
|  | Letonia           | 49                |        |        |                  |                  |  |
|  | Italia            | 96                |        |        |                  |                  |  |
|  | Italia            | 96                |        | Italia | 65               |                  |  |
|  |                   |                   |        | Italia | 65               |                  |  |
|  |                   |                   | España | 58     |                  |                  |  |
|  | Japón             | 68                | España | 58     |                  |                  |  |
|  | Japón             | 68                |        |        |                  |                  |  |
|  | España            | 69                |        |        | Partido 7º lugar | Partido 7º lugar |  |
|  | España            | 69                |        |        | Partido 7º lugar | Partido 7º lugar |  |
|  |                   |                   |        |        |                  |                  |  |
|  |                   |                   |        |        | Letonia          | 57               |  |
|  |                   |                   |        |        | Letonia          | 57               |  |
|  |                   |                   |        |        | Japón            | 75               |  |
|  |                   |                   |        |        | Japón            | 75               |  |
|  |                   |                   |        |        |                  |                  |  |

#### Semifinales del 5º–8º lugar
| 28 de julio | Letonia                                                    | 49–86                                | Italia                                                                      | Minsk                                                                                        |  |
| 13:15       | Parciales: 4-31, 15-17, 19-21, 11-17                       | Parciales: 4-31, 15-17, 19-21, 11-17 | Parciales: 4-31, 15-17, 19-21, 11-17                                        |                                                                                              |  |
|             | Estadísticas Vihmane 9 Mikelsone 8 Klescova 2 Uteinharde 7 | Reporte Pts Reb Asts Val             | Estadísticas 13 Panzera, Mattera 7 Pastrello, Mattera 5 Orsini 19 Pastrello | Pabellón: Falcon Club Arena Árbitros: Michał Proc Yip Chun Yuen Ahmed Ali Yaseen Al-Shuwaili |  |

| 28 de julio | Japón                                                  | 68–69                                 | España                                                   | Minsk                                                                               |  |
| 15:30       | Parciales: 17-21, 15-14, 25-13, 11-21                  | Parciales: 17-21, 15-14, 25-13, 11-21 | Parciales: 17-21, 15-14, 25-13, 11-21                    |                                                                                     |  |
|             | Estadísticas Hayashi 17 McArthur 5 Fujita 4 Hayashi 15 | Reporte Pts Reb Asts Val              | Estadísticas 15 Carrera 13 Carrera 4 Puiggros 23 Carrera | Pabellón: Minsk Sports Palace Árbitros: Gina Cross Andrada Csender Sarty Nghixulfwa |  |

#### Partido por el 7º lugar
| 29 de julio | Letonia                                                             | 57–75                                 | Japón                                                   | Minsk |  |
| 13:00       | Parciales: 14-21, 11-24, 15-12, 17-18                               | Parciales: 14-21, 11-24, 15-12, 17-18 | Parciales: 14-21, 11-24, 15-12, 17-18                   | |  |
|             | Estadísticas Laura Meldere Meldere 15 Meldere 18 Nulle 4 Meldere 26 | Reporte Pts Reb Asts Val              | Estadísticas 18 Hayashi 9 Takahashi 5 Fujita 16 Hayashi | Pabellón: Falcon Club Arena Asistencia: 40 espectadores Árbitros: Zdenko Tomašovič Ahmed Ali Yaseen Al-Shuwaili Amr Aboollo |  |

#### Partido por el 5º lugar
| 29 de julio | Italia                                             | 65–58                                 | España                                                | Minsk |  |
| 15:30       | Parciales: 17-10, 12-14, 19-21, 17-13              | Parciales: 17-10, 12-14, 19-21, 17-13 | Parciales: 17-10, 12-14, 19-21, 17-13                 | |  |
|             | Estadísticas Natali 17 Gilli 14 Orsili 7 Natali 16 | Reporte Pts Reb Asts Val              | Estadísticas 19 Carrera 8 Carrera 4 Méndez 20 Carrera | Pabellón: Minsk Sports Palace Asistencia: 130 espectadores Árbitros: Ryan Jones Andrei Sharapa Andrada Csender |  |

### Fase Final

#### Cuartos de final
| 27 de julio | Italia                                                                  | 46–64                               | Australia                                                         | Minsk                                                                          |  |
| 16:30       | Parciales: 14-21, 14-13, 9-10, 9-20                                     | Parciales: 14-21, 14-13, 9-10, 9-20 | Parciales: 14-21, 14-13, 9-10, 9-20                               |                                                                                |  |
|             | Estadísticas Panzera 14 Spinelli, Panzera, Gilli 6 Panzera 7 Panzera 12 | Reporte Pts Reb Asts Val            | Estadísticas 19 Heal 11 Emma-Nnopu 3 Heal, Palmer, Fowler 20 Heal | Pabellón: Falcon Club Arena Árbitros: Michał Proc Hortencia Sánchez Ryan Jones |  |

| 27 de julio | Francia                                              | 67–43                              | Letonia                                                  | Minsk                                                                                       |  |
| 18:00       | Parciales: 16-6, 23-8, 11-20, 17-9                   | Parciales: 16-6, 23-8, 11-20, 17-9 | Parciales: 16-6, 23-8, 11-20, 17-9                       |                                                                                             |  |
|             | Estadísticas Rupert 12 Rupert 8 Fauthoux 5 Rupert 20 | Reporte Pts Reb Asts Val           | Estadísticas 12 Loceniece 10 Meldere 3 Nulle 9 Loceniece | Pabellón: Minsk Sports Palace Árbitros: Gina Cross Chun Yip Yuen Virginia Soledad Peruchini |  |

| 27 de julio | Estados Unidos                                    | 66–31                              | España                                                                | Minsk                                                                                     |  |
| 18:45       | Parciales: 17-8, 17-10, 18-4, 14-9                | Parciales: 17-8, 17-10, 18-4, 14-9 | Parciales: 17-8, 17-10, 18-4, 14-9                                    |                                                                                           |  |
|             | Estadísticas Cooke 14 Boston 9 Horston 4 Cooke 17 | Reporte Pts Reb Asts Val           | Estadísticas 6 Carbonell, Méndez 6 Méndez 2 Méndez, Galve 8 Carbonell | Pabellón: Falcon Club Arena Árbitros: Andris Aunkrogers Yevgeniy Mikheyev Andrada Csender |  |

| 27 de julio | Japón                                                     | 62–74                                 | Hungría                                                    | Minsk |  |
| 20:30       | Parciales: 16-17, 18-11, 11-23, 17-23                     | Parciales: 16-17, 18-11, 11-23, 17-23 | Parciales: 16-17, 18-11, 11-23, 17-23                      | |  |
|             | Estadísticas Takahashi 13 McArthur 9 Fujita 7 McArthur 18 | Reporte Pts Reb Asts Val              | Estadísticas 18 Angyal 10 Toth 3 B. Angyal, Kiss 19 Dombai | Pabellón: Minsk Sports Palace Árbitros: Vasiliki Tsaroucha Ahmed Ali Yaseen Al-Shuwaili Zdenko Tomašovič |  |

#### Semifinales
| 28 de julio | Francia                                            | 68–58                                | Australia                                                | Minsk                                                                                    |  |
| 18:00       | Parciales: 11-19, 10-17, 22-5, 25-17               | Parciales: 11-19, 10-17, 22-5, 25-17 | Parciales: 11-19, 10-17, 22-5, 25-17                     |                                                                                          |  |
|             | Estadísticas Rupert 20 Rupert 14 Ewodo 6 Rupert 28 | Reporte Pts Reb Asts Val             | Estadísticas 17 Palmer 8 Heal, Emma-Nnopu 5 Heal 12 Heal | Pabellón: Minsk Sports Palace Árbitros: Alejandro Sánchez Yevgeniy Mikheyev Ivor Matějek |  |

| 28 de julio | Hungría                                                            | 39–84                                | Estados Unidos                                     | Minsk                                                                                        |  |
| 20:30       | Parciales: 10-30, 12-15, 7-25, 10-14                               | Parciales: 10-30, 12-15, 7-25, 10-14 | Parciales: 10-30, 12-15, 7-25, 10-14               |                                                                                              |  |
|             | Estadísticas Dombai 10 Vari, Toth 6 cinco jugadoras 2 Vari, Toth 8 | Reporte Pts Reb Asts Val             | Estadísticas 18 Horston 7 Brink 6 Jones 29 Horston | Pabellón: Minsk Sports Palace Árbitros: Andrei Sharapa Virginia Soledad Peruchini Ryan Jones |  |

#### Partido por la medalla de bronce
| 29 de julio | Australia                                                    | 57–51                               | Hungría                                          | Minsk                                                                                  |  |
| 18:00       | Parciales: 12-11, 7-6, 12-20, 26-14                          | Parciales: 12-11, 7-6, 12-20, 26-14 | Parciales: 12-11, 7-6, 12-20, 26-14              |                                                                                        |  |
|             | Estadísticas Heal 16 Emma-Nnopu 9 Emma-Nnopu 5 Emma-Nnopu 13 | Reporte Pts Reb Asts Val            | Estadísticas 16 Angyal 9 Varga 4 Kovács 11 Varga | Pabellón: Minsk Sports Palace Árbitros: Gina Cross Andris Aunkrogers Yevgeniy Mikheyev |  |

#### Final
| 29 de julio | Francia                                                               | 40–92                               | Estados Unidos                                          | Minsk                                                                                    |  |
| 20:30       | Parciales: 12-23, 16-23, 7-24, 5-22                                   | Parciales: 12-23, 16-23, 7-24, 5-22 | Parciales: 12-23, 16-23, 7-24, 5-22                     |                                                                                          |  |
|             | Estadísticas Wadoux 16 Fauthoux, Rupert 5 Fauthoux, Pardon 2 Wadoux 8 | Reporte Pts Reb Asts Val            | Estadísticas 16 Boston 9 Horston 10 Bueckers 29 Horston | Pabellón: Minsk Sports Palace Árbitros: Vasiliki Tsaroucha Hortencia Sánchez Michał Proc |  |

| Bandera de Estados Unidos         |
| Campeón Estados Unidos 4.° título |

## Medallero
| Francia | Estados Unidos | Australia |

## Clasificación final
| Pos.              | Equipo         | Balance |
| ----------------- | -------------- | ------- |
| Medalla de oro    | Estados Unidos | 7 - 0   |
| Medalla de plata  | Francia        | 6 - 1   |
| Medalla de bronce | Australia      | 6 - 1   |
| 4º                | Hungría        | 5 - 2   |
| 5º                | Italia         | 5 - 2   |
| 6º                | España         | 3 - 4   |
| 7º                | Japón          | 4 - 3   |
| 8º                | Letonia        | 2 - 5   |
| 9º                | Canadá         | 5 - 2   |
| 10º               | Malí           | 2 - 5   |
| 11º               | China          | 3 - 4   |
| 12º               | Nueva Zelanda  | 1 - 6   |
| 13º               | Argentina      | 4 - 3   |
| 14º               | Colombia       | 1 - 6   |
| 15º               | Bielorrusia    | 2 - 5   |
| 16º               | Angola         | 0 - 7   |

### Equipo ideal
- Mejor jugadora del campeonato —MVP—: Jordan Horston ( Estados Unidos) [1]

| Posición | Nombre         | País           |
| -------- | -------------- | -------------- |
| Base     | Jordan Horston | Estados Unidos |
| Base     | Haley Jones    | Estados Unidos |
| Base     | Aliyah Boston  | Estados Unidos |
| Alero    | Shyla Heal     | Australia      |
| Pivot    | Iliana Rupert  | Francia        |